# Cotarsina clavata
Cotarsina clavata är en fjärilsart som beskrevs av Köhler 1952. Cotarsina clavata ingår i släktet Cotarsina och familjen nattflyn. Inga underarter finns listade i Catalogue of Life.